# كسوف الشمس 1 أبريل 2098
كسوف الشمس 1 أبريل 2098 سيحدث كسوف جزئي للشمس في 1 أبريل 2098. يحدث كسوف الشمس عندما يمر القمر بين الأرض والشمس، وبذلك تحجب صورة الشمس كليًا أو جزئيًا عن مشاهد على الأرض. يحدث كسوف جزئي للشمس في المناطق القطبية من الأرض عندما يغيب مركز ظل القمر عن الأرض. وسيكون الكسوف الجزئي ظاهرًا في القارة القطبية الجنوبية أمريكا الجنوبية والجزء الجنوبي من المحيط الهادئ. خلال هذا الكسوف سيكون قطر الشمس الظاهر 0.534 درجة، في المتوسط تقريبًا. عند الحد الأقصى للكسوف، سيكون القطر الظاهر 0.512 درجة، وهو أقل بنسبة 3.7٪ من المتوسط.

## كسوفات وخسوفات أخرى

### كسوف الشمس 2098-2100
هذا الكسوف هو جزء من دورة semester. يتكرر الكسوف في دورة semester كل 177 يومًا تقريبًا و4 ساعات في العقد المتناوبة من مدار القمر.
| 121 | كسوف الشمس 1 أبريل 2098 كسوف جزئي | 126 | كسوف الشمس 25 سبتمبر 2098 كسوف جزئي |
| 131 | كسوف الشمس 21 مارس 2099 كسوف حلقي | 136 | كسوف الشمس 14 سبتمبر 2099 كسوف كلي  |
| 141 | كسوف الشمس 10 مارس 2100 كسوف حلقي | 146 | كسوف الشمس 4 سبتمبر 2100 كسوف كلي   |

## روابط خارجية
- Earth visibility chart and eclipse statistics Eclipse Predictions by Fred Espenak, ناسا/مركز غودارد لرحلات الفضاء
  - Besselian elements